# Manfred Seebode
Manfred Seebode (* 15. September 1938 in Berlin; † 29. Oktober 2011 in Leipzig) war ein deutscher Rechtswissenschaftler und Professor für Strafrecht.

## Leben
Manfred Seebode wuchs im Rheinland bei seinen Großeltern in der Nähe von Düsseldorf auf und erwarb dort das Abitur. Er studierte Rechtswissenschaft an der Freien Universität Berlin und an der Julius-Maximilians-Universität Würzburg. 1963 legte er in Würzburg die erste juristische Staatsprüfung („Referendarexamen“) und 1968 in München die zweite juristische Staatsprüfung („Assessorexamen“) ab. Ebenfalls 1968 wurde er an der Universität Würzburg mit der Arbeit „Das Verbrechen der Rechtsbeugung“ promoviert.
Er war überwiegend als Wissenschaftler und nur gelegentlich als Strafverteidiger tätig. Die Kontakte zu Angeklagten arbeitete er auf und publizierte sie unter dem Titel „Mitteilungen einer Untersuchungsgefangenen“.
Nach Lehrstuhlvertretungen am Fachbereich Rechtswissenschaft der Justus-Liebig-Universität in Gießen 1972 und 1974 folgte Seebode 1976 dem Ruf der Fachhochschule Münster, Fachbereich Sozialwesen, auf eine unbefristete C3-Professur für Strafrecht, Strafprozessrecht, Kriminologie und Kriminalpolitik. 1984 habilitierte er sich bei Günter Spendel an der Universität Würzburg mit der Schrift „Der Vollzug der Untersuchungshaft“. 1993 wurde er zum ordentlichen Professor an die Universität Leipzig berufen und war bis zu seiner Emeritierung im Jahr 2003 Inhaber des Lehrstuhls für Strafrecht, Strafprozessrecht, Strafvollzugsrecht und Kriminologie.

## Schriften
Als Autor
- Das Verbrechen der Rechtsbeugung. Luchterhand, Neuwied 1969 (Dissertation).
- Der Vollzug der Untersuchungshaft. de Gruyter, Berlin 1985, ISBN 3-11-010444-X (Habilitationsschrift).

Als Herausgeber
- Manfred Seebode (Hrsg.): Mitteilungen einer Untersuchungsgefangenen. Haag und Herchen, Frankfurt am Main 1983, ISBN 3-88129-674-3.

- Manfred Seebode (Hrsg.): Festschrift für Günter Spendel zum 70. Geburtstag am 11. Juli 1992. De Gruyter, Berlin 1992, ISBN 3-11-012889-6.